# ヘクター・デラクルーズ
ヘクター・フリオ・デ・ラ・クルーズ（Héctor Julio De La Cruz, 1965年12月5日 - ）は、ドミニカ共和国出身の元プロ野球選手（内野手、外野手）。
日本球界での登録名は「デラクルーズ」、台湾球界での登録名は「克魯茲」。

## 来歴・人物
1984年にトロント・ブルージェイズと契約。同球団の傘下マイナーリーグで1990年までプレーしたが、メジャーへの昇格はならなかった。
50m走5.9秒の俊足や強肩を誇り、外野手、三塁手、一塁手が務められる点などが評価され、二軍で育てる方針で読売ジャイアンツが1991年1月16日に年俸1,500万円（推定）で入団契約を結んだ。同年は呂明賜やフィル・ブラッドリーも巨人に在籍しており、外国人枠の制限もあって開幕は二軍で迎えた。
呂の打撃不振で5月17日に一軍に昇格し翌5月18日にスタメンで一軍初出場を果たしたものの、5月24日に一軍登録を抹消された。二軍でも35試合で打率.267、1本塁打と成績が低迷していた事から将来性に乏しいと判断され、7月15日に解雇が決まった。なお、ブラッドリーも打撃不振だったことからデラクルーズの後任としてデニー・ゴンザレスが入団している。
1992年から1993年までは中華職業棒球聯盟（CPBL）の兄弟エレファンツ、1996年は興農ブルズでプレー。CPBLでは遊撃手を務めることも多く、ユーティリティプレイヤーとして活躍。1997年から1999年まではリーガ・メヒカーナ・デ・ベイスボルでプレーし、現役を引退した。2006年から2012年までアリゾナ・ダイヤモンドバックス傘下マイナーリーグの監督を務めた。

## 詳細情報

### 年度別打撃成績
| 年 度     | 球 団     | 試 合 | 打 席 | 打 数 | 得 点 | 安 打 | 二 塁 打 | 三 塁 打 | 本 塁 打 | 塁 打 | 打 点 | 盗 塁 | 盗 塁 死 | 犠 打 | 犠 飛 | 四 球 | 敬 遠 | 死 球 | 三 振 | 併 殺 打 | 打 率 | 出 塁 率 | 長 打 率 | O P S |
| --------- | --------- | ----- | ----- | ----- | ----- | ----- | -------- | -------- | -------- | ----- | ----- | ----- | -------- | ----- | ----- | ----- | ----- | ----- | ----- | -------- | ----- | -------- | -------- | ----- |
| 1991      | 巨人      | 5     | 5     | 4     | 2     | 1     | 0        | 0        | 0        | 1     | 0     | 0     | 1        | 0     | 0     | 1     | 0     | 0     | 2     | 0        | .250  | .400     | .250     | .650  |
| 1992      | 兄弟      | 77    | 291   | 236   | 50    | 67    | 16       | 0        | 12       | 119   | 39    | 19    | 17       | 2     | 1     | 50    | 0     | 2     | 55    | 8        | .284  | .412     | .504     | .916  |
| 1993      | 兄弟      | 82    | 294   | 261   | 44    | 67    | 17       | 2        | 9        | 115   | 27    | 21    | 6        | 0     | 0     | 31    | 1     | 2     | 61    | 8        | .257  | .340     | .441     | .781  |
| 1996      | 興農      | 87    | 332   | 290   | 37    | 76    | 17       | 6        | 3        | 114   | 31    | 18    | 11       | 10    | 2     | 28    | 0     | 2     | 62    | 4        | .262  | .329     | .393     | .722  |
| NPB：1年  | NPB：1年  | 5     | 5     | 4     | 2     | 1     | 0        | 0        | 0        | 1     | 0     | 0     | 1        | 0     | 0     | 1     | 0     | 0     | 2     | 0        | .250  | .400     | .250     | .650  |
| CPBL：3年 | CPBL：3年 | 246   | 917   | 787   | 131   | 210   | 50       | 8        | 24       | 348   | 97    | 58    | 34       | 12    | 3     | 109   | 1     | 6     | 178   | 20       | .267  | .359     | .442     | .801  |

### 記録
NPB
- 初出場：1991年5月18日、対広島東洋カープ戦（東京ドーム）、七番・三塁手として先発出場
- 初安打：同上、川口和久から単打

### 背番号
- 49 （1991年）
- 15 （1992年 - 1993年）
- 7 （1996年）